# Claire Donahue
Claire Donahue (n. 12 ianuarie 1989, Dallas, Texas, SUA) este o înotătoare ce a reprezentat Statele Unite ale Americii, medaliată olimpică. A participat la o ediție a Jocurilor Olimpice (2012) în care a câștigat două medalii de aur.